# Horní Město
Horní Město (1910 též Bergštát, německy Bergstadt) je obec ležící v okrese Bruntál, jihozápadně od Rýmařova. Má 806 obyvatel.

## Části obce
- Horní Město (k. ú. Horní Město)
- Dobřečov (k. ú. Dobřečov)
- Rešov (k. ú. Rešov)
- Skály (k. ú. Skály u Rýmařova)
- Stříbrné Hory (k. ú. Stříbrné Hory)

## Název
Město vzniklo ke konci 16. století pod jménem Bergstadt, jehož překladem vzniklo české Horní město. První část názvu znamenala "důl" a odkazovala na zdejší hornickou činnost. Název se v němčině uváděl jako Bergstadt Hangenstein podle osady, u níž město vzniklo. Do češtiny bylo německé jméno přejato nejprve jako Bergštát.

## Historie
První písemná zmínka o obci pochází z roku 1398, kdy zde ležela osada s názvem Hankštejn. Nejstarší doklady o dolování jsou od roku 1402. V roce 1580 bylo na místě osady založeno svobodné královské horní město s názvem Bergstadt - Hangstein.

### Vývoj počtu obyvatel
Počet obyvatel celé obce Horní Město podle sčítání nebo jiných úředních záznamů:
| Rok            | 1869 | 1880 | 1890 | 1900 | 1910 | 1921 | 1930 | 1950 | 1961 | 1970 | 1980 | 1991 | 2001 |
| -------------- | ---- | ---- | ---- | ---- | ---- | ---- | ---- | ---- | ---- | ---- | ---- | ---- | ---- |
| Počet obyvatel | 3904 | 3496 | 3189 | 3061 | 3093 | 2733 | 2914 | 1411 | 1445 | 1302 | 1219 | 970  | 1013 |

V celém Horním Městě je evidováno 426 adres : 375 čísel popisných (trvalé objekty) a 51 čísel evidenčních (dočasné či rekreační objekty). Při sčítání lidu roku 2001 zde bylo napočteno 333 domů, z toho 240 trvale obydlených.
Počet obyvatel samotného Horního Města podle sčítání nebo jiných úředních záznamů:
| Rok            | 1869 | 1880 | 1890 | 1900 | 1910 | 1921 | 1930 | 1950 | 1961 | 1970 | 1980 | 1991 | 2001 |
| -------------- | ---- | ---- | ---- | ---- | ---- | ---- | ---- | ---- | ---- | ---- | ---- | ---- | ---- |
| Počet obyvatel | 1687 | 1374 | 1249 | 1261 | 1376 | 1095 | 1296 | 674  | 821  | 811  | 815  | 648  | 715  |

V samotném Horním Městě je evidováno 203 adres: 197 čísel popisných a 6 čísel evidenčních. Při sčítání lidu roku 2001 zde bylo napočteno 171 domů, z toho 147 trvale obydlených.

## Pamětihodnosti
- kostel sv. Máří Magdalény - renesanční stavba z let 1611–1612, s kaplí sv. Anny (1741) je kulturní památka ČR.[9]
- barokní socha sv. Jana Nepomuckého (1770)
- Činžovní dům pro bývalou Továrnu na hedvábné zboží Wilhelma Bachracha (Horní Město čp. 198) je kulturní památka ČR.[10]

## Galerie

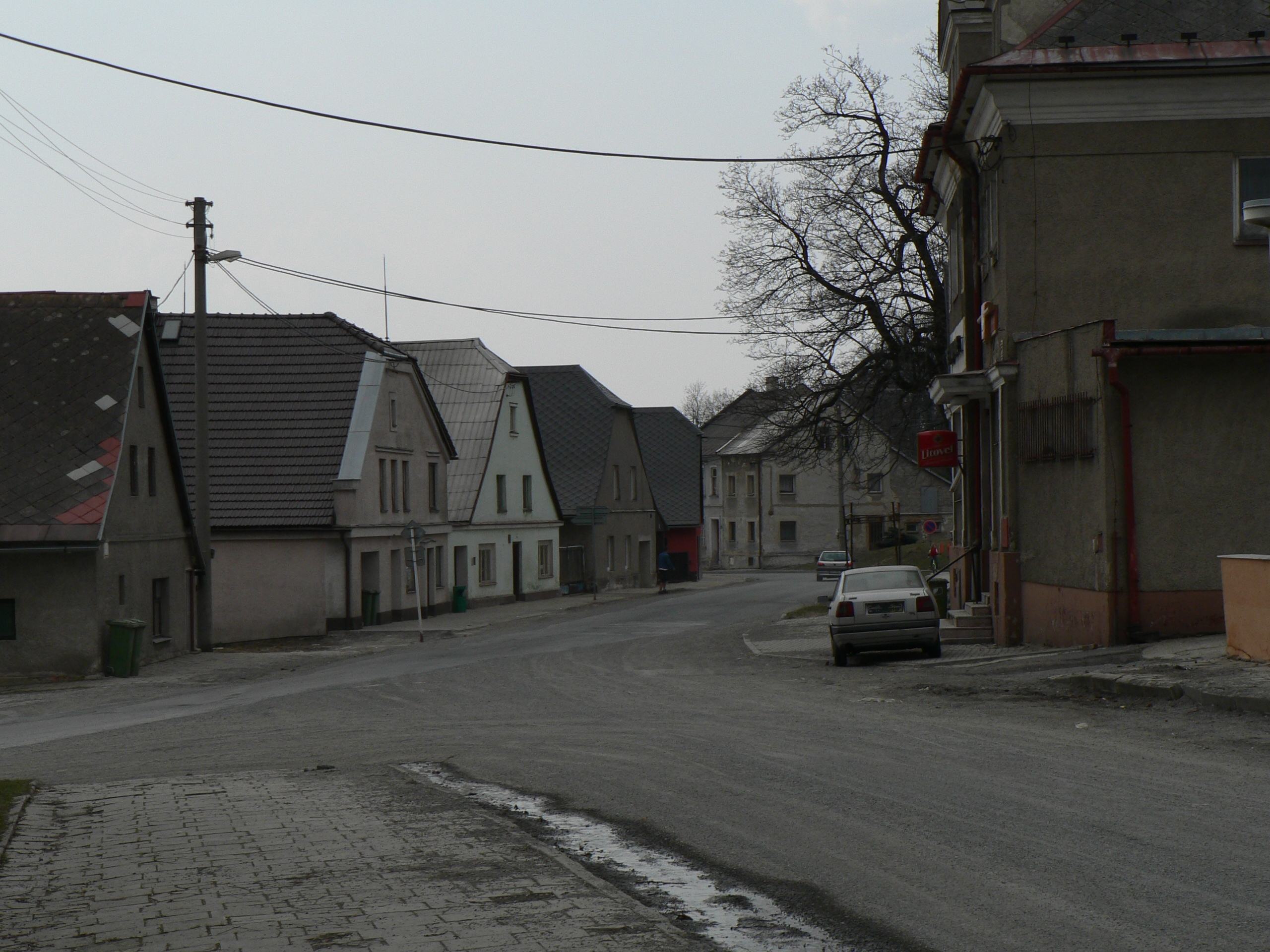
Domy na návsi
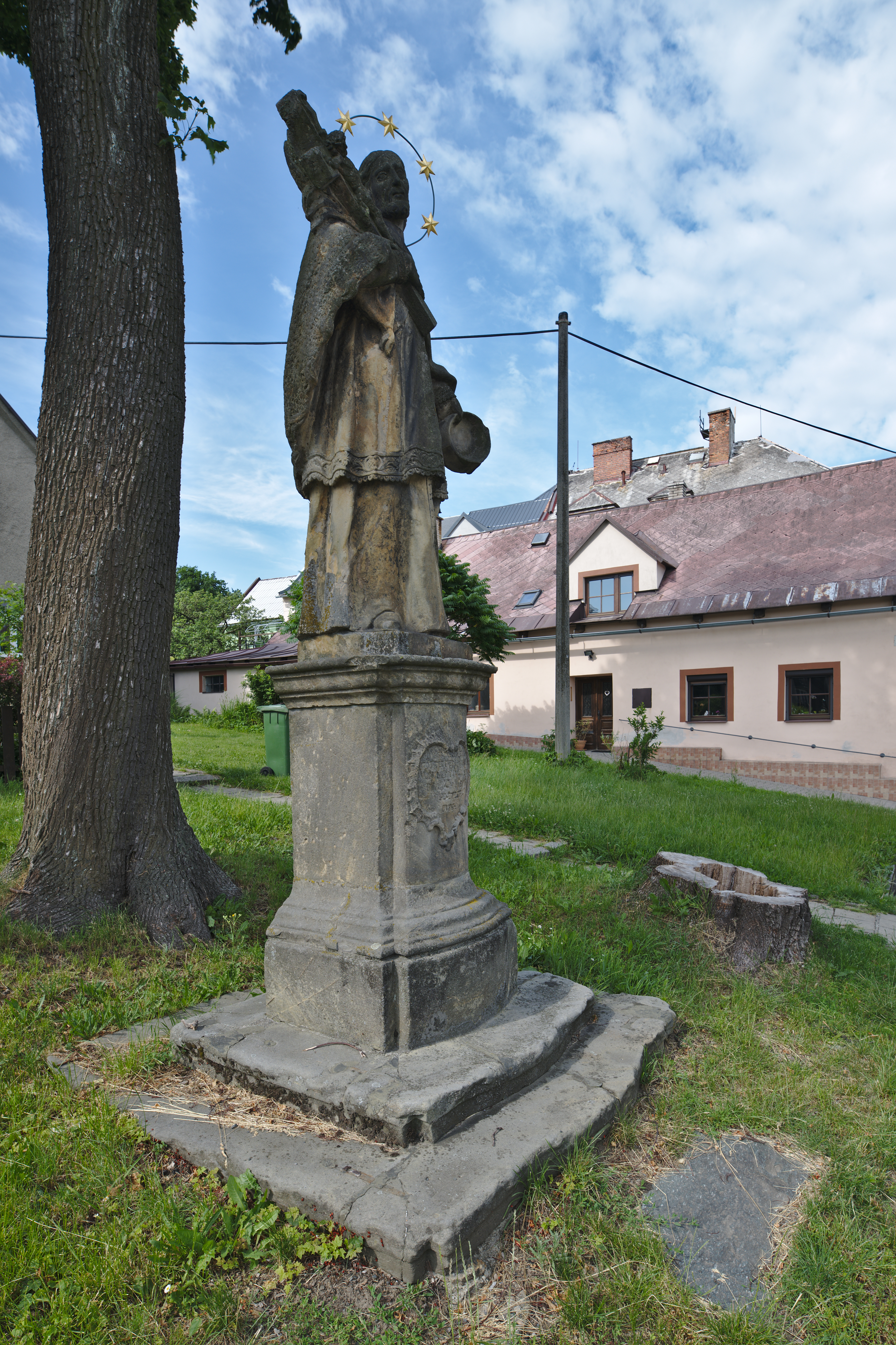
Socha sv. Jana Nepomuckého
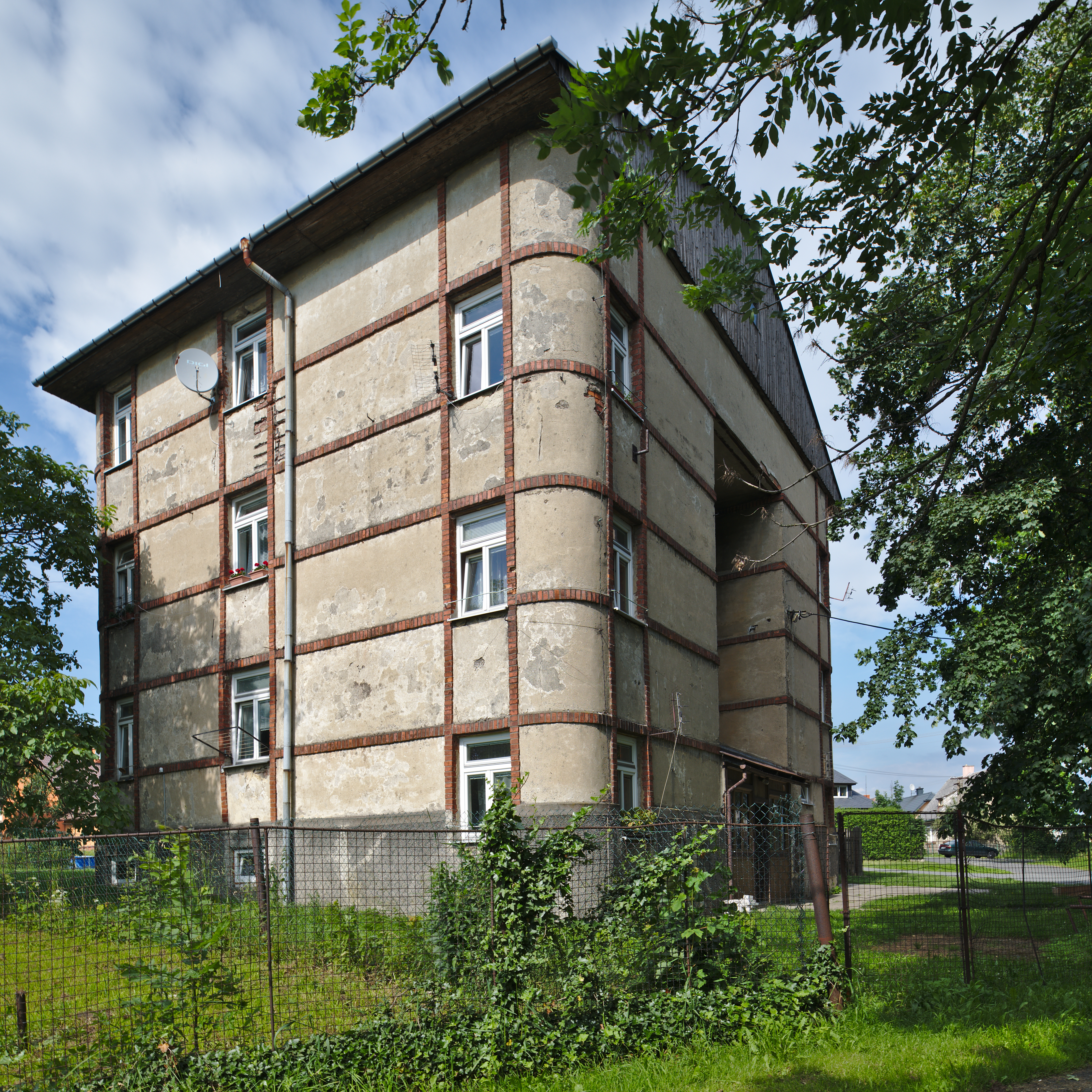
Činžovní dům pro býv. Továrnu na hedvábné zboží Wilhelma Bachracha
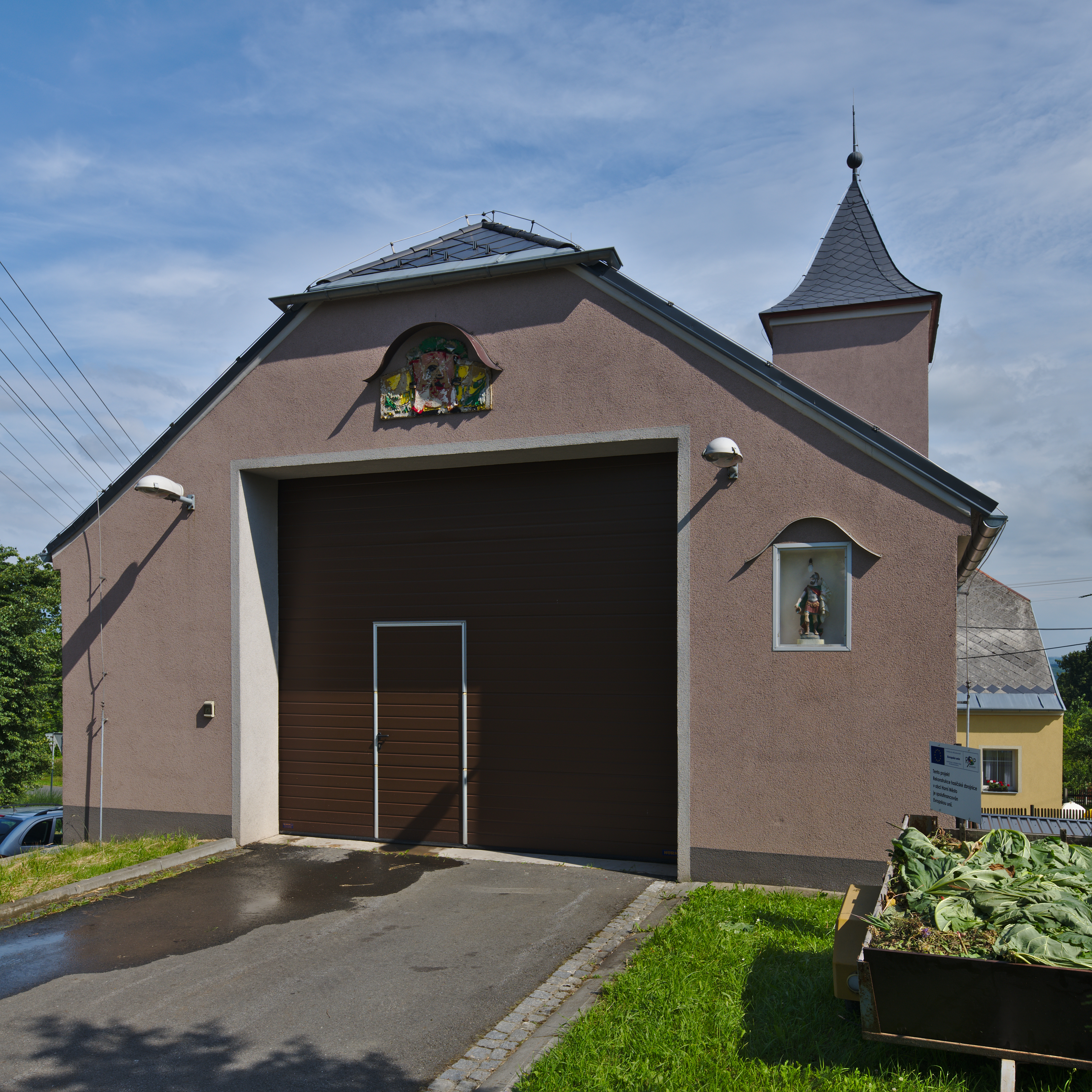
Hasičská zbrojnice

## Přírodní zajímavosti
- Rešovské vodopády
- Skalské rašeliniště
- Špičák

## Významní rodáci
- Karl Brachtel (1825–1895), malíř a restaurátor